# Johann Friedrich von Haugwitz
Johann Friedrich von Haugwitz (geb. 25. Mai 1702; gest. 1. Oktober 1764) war ein preußischer Landrat.

## Leben

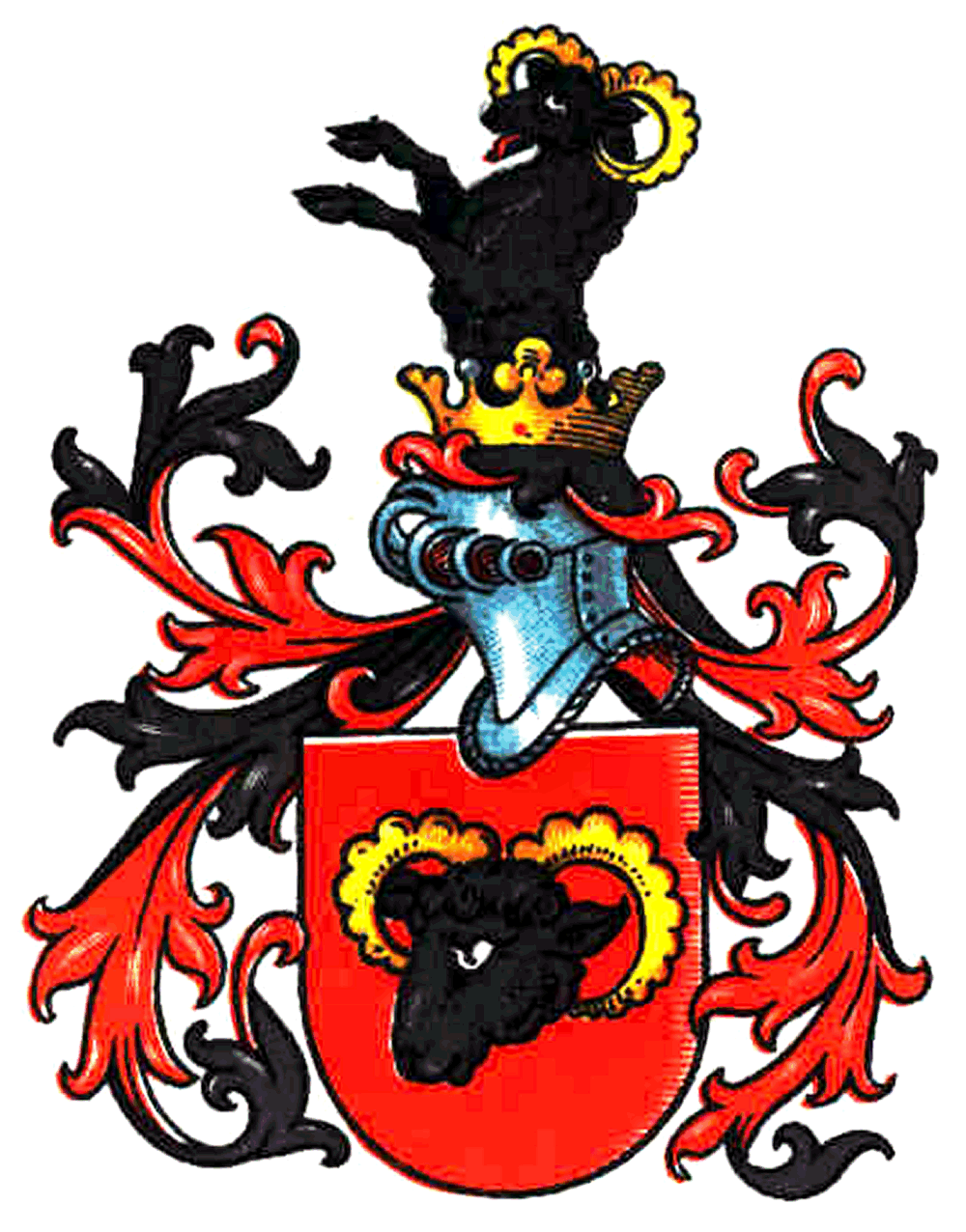
Wappen derer von Haugwitz

Johann Friedrich von Haugwitz, Erbherr auf Großenbohrau, war Angehöriger des aus dem Meißnischen stammenden Adelsgeschlechts von Haugwitz. Im Jahr 1742 wurde er zum ersten Landrat des Kreises Freystadt in Niederschlesien ernannt. Das Amt übte er bis 1763 aus, sein Nachfolger wurde 1765 Melchior Abraham von Dyherrn.

## Familie
Johann Friedrich von Haugwitz war mit Helene Margarethe, geb. von Tschammer (1709–1781) verheiratet. Ein gemeinsamer Sohn, Hans Friedrich von Haugwitz (1735–1790), war von 1761 bis 1766 Landrat des Kreises Sagan.